# Twin Coach Company

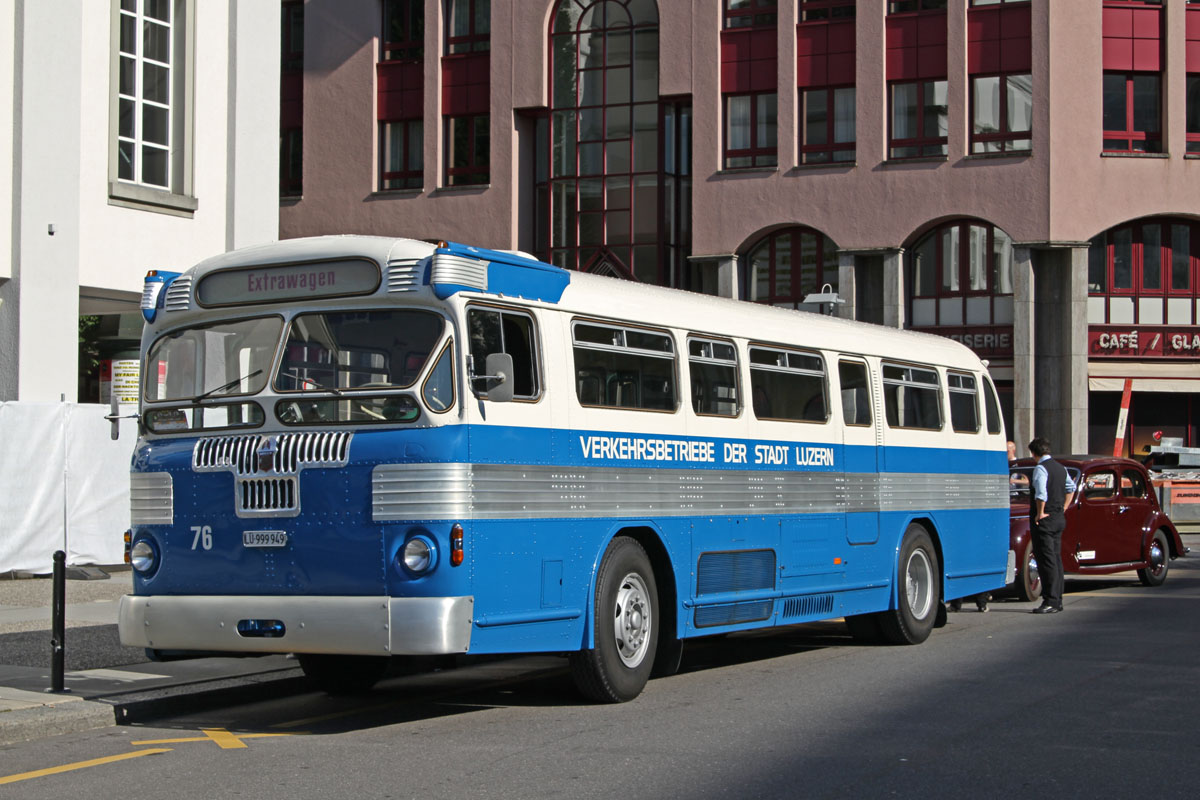
Modelo Twin Coach/Herkules 38-S-DT de 1948

Twin Coach Company foi uma empresa fabricante de ônibus e motores fundada em Kent, Ohio, em 1927, pelos irmãos William B. e Frank R. Fageol.
Os irmãos Fageol iniciaram seus negócios em Oakland, California, em 1916, fabricando caminhões para a I Guerra. Em 1924 estabeleceram-se em Kent com a empresa Fageol Motor Company. Após venderem a empresa para a American Car and Foundry Company de Dayton, Ohio, em 1925, os dois irmãos retomariam suas atividades dois anos depois voltando a Kent para fundar a Twin Coach Company.
A Twin Coach foi por cerca de vinte anos o fabricante vice-líder nos EUA no segmento de ônibus. Seu modelo "Twin Coach" lançou novos conceitos na fabricação de ônibus com seu sistema de motorização dupla e construção monobloco.
A empresa chegou a expandir suas atividades para a produção de peças de aviação, motores náuticos e para máquinas.
No Brasil os ônibus Twin Coach foram usados a partir de 1948 pela CMTC. Em 1951, foram empregados na versão rodoviário pela Viação Cometa, na linha São Paulo-Rio. Também chegaram a ser usados na versão trólebus, quando a cidade de Belo Horizonte inaugurou este serviço em 1953, empregando quatro veículos da marca..